# پاورست
پاورست (انگلیسی: Powerset) شرکت نرم‌افزار آمریکایی است، که در سال ۲۰۰۵ تأسیس شد.